# Филкоксия
Филкоксията са род бодливи, лилави на цвят растения от семейство Живовлекови (Plantaginaceae), чиито листа се намират под земята.

## Местообитание и описание
Тези растения виреят в песъчливите райони на саваната Кампос Рупестрес в централните планински местности на Бразилия. Учените са озадачени как Филкоксията е в състояние да оцелее в подобна, бедна на хранителни вещества среда, единствено с вретеновиден корен за приемане на вода и без коренова система за усвояване на хранителни вещества. Растението оцелява чрез абсорбиране и хранене с малки червеи, които улавя със своите малки бодливи листа.
Растителният еколог Рафаел Оливейра от Университета Кампинас в Сао Пауло (Бразилия) и колегите му са наясно, че листата на Филкоксията са в състояние да фотосинтезират, въпреки че са покрити от почвата, но започват да проумяват как приема хранителните вещества едва когато анализирали широките един милиметър листа под електронен микроскоп.
При проверката те установяват, че листата на Филкоксията притежават структури, наподобяващи лепкави жлези, наблюдавани при различни видове хищни растения. В допълнение, върху повърхността на листата са открити малки кръгли червеи, наречени нематоди.
За да се определи защо се намират червеите по листата, екипът на Оливейра отглежда бактериална култура, съдържаща азотен изотоп. Бактериите са дадени като храна на нематодите, които от своя страна били поставени близо до листата на няколко растения Филкоксия.
На следващия ден червеите са били залепнали по листата, а азотният изотоп бил абсорбиран от тъканите на растенията. В рамките на два дни бил усвоен 15% от изотопа, което показва, че нематодите са основна част от храната на Филкоксията.
„Когато за пръв път видях резултатите, не можех да повярвам, че подземните листа действително се хранят с нематоди“, заявява Оливейра пред ScienceNOW.
Изследователите не са идентифицирали други организми по листата, но Оливейра заявява, че „не може да отхвърли идеята, че Филкоксията може да се храни с други дори по-малки организми“, и че следващата им цел е да открият как растението успява да привлече нематодите.